# Cantó de Limonest
El cantó de Limonest era una divisió administrativa francesa del departament del Roine. Comptava amb 9 municipis i el cap era Limonest. Va desaparèixer el 2015.

## Municipis
- Chasselay
- Les Chères
- Civrieux-d'Azergues
- Collonges-au-Mont-d'Or
- Limonest
- Lissieu
- Marcilly-d'Azergues
- Saint-Cyr-au-Mont-d'Or
- Saint-Didier-au-Mont-d'Or

| Data d'elecció                           | Identitat      | Partit        | Qualitat |
| ---------------------------------------- | -------------- | ------------- | -------- |
| 1945-1970                                | Paul Gignoux   | Divers droite |          |
| 1970-1994                                | Jacques Berger | CNI           |          |
| 1994-2008                                | Muguette Dini  | UDF           |          |
| 2008-2015                                | Max Vincent    | centrista     |          |
| les dades anteriors no són pas conegudes |                |               |          |